# Elise Friederike Hensler

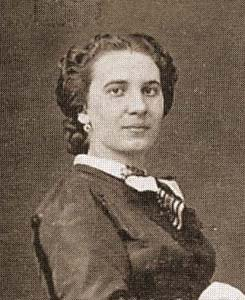
Condessa de Edla

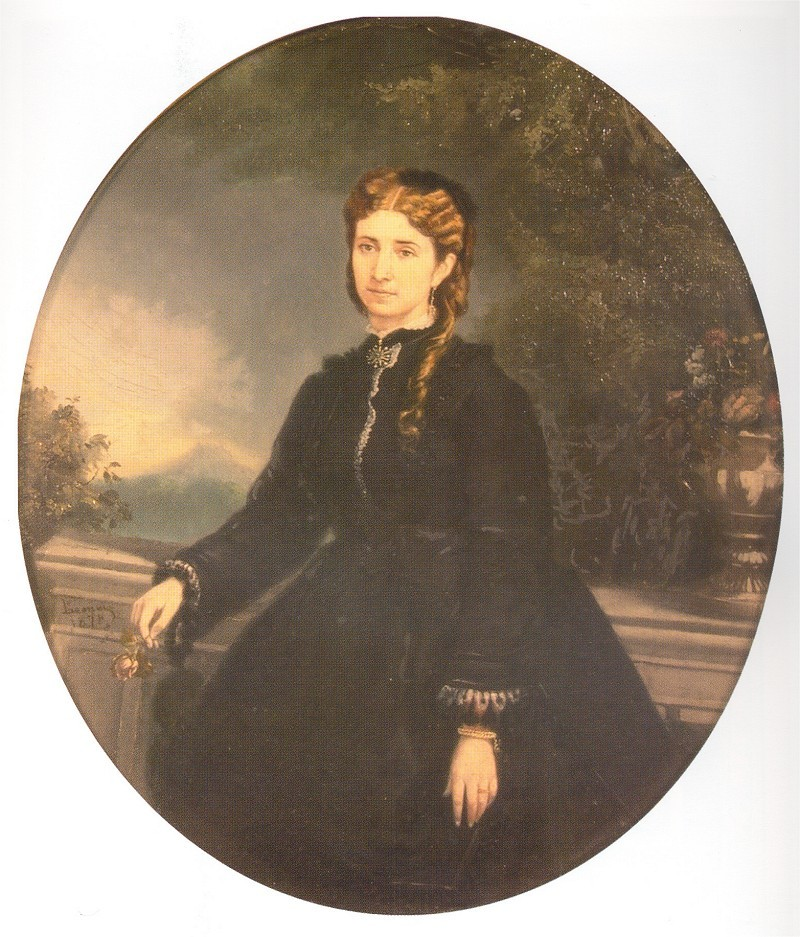
Elise Friederike Hensler, Gräfin von Edla

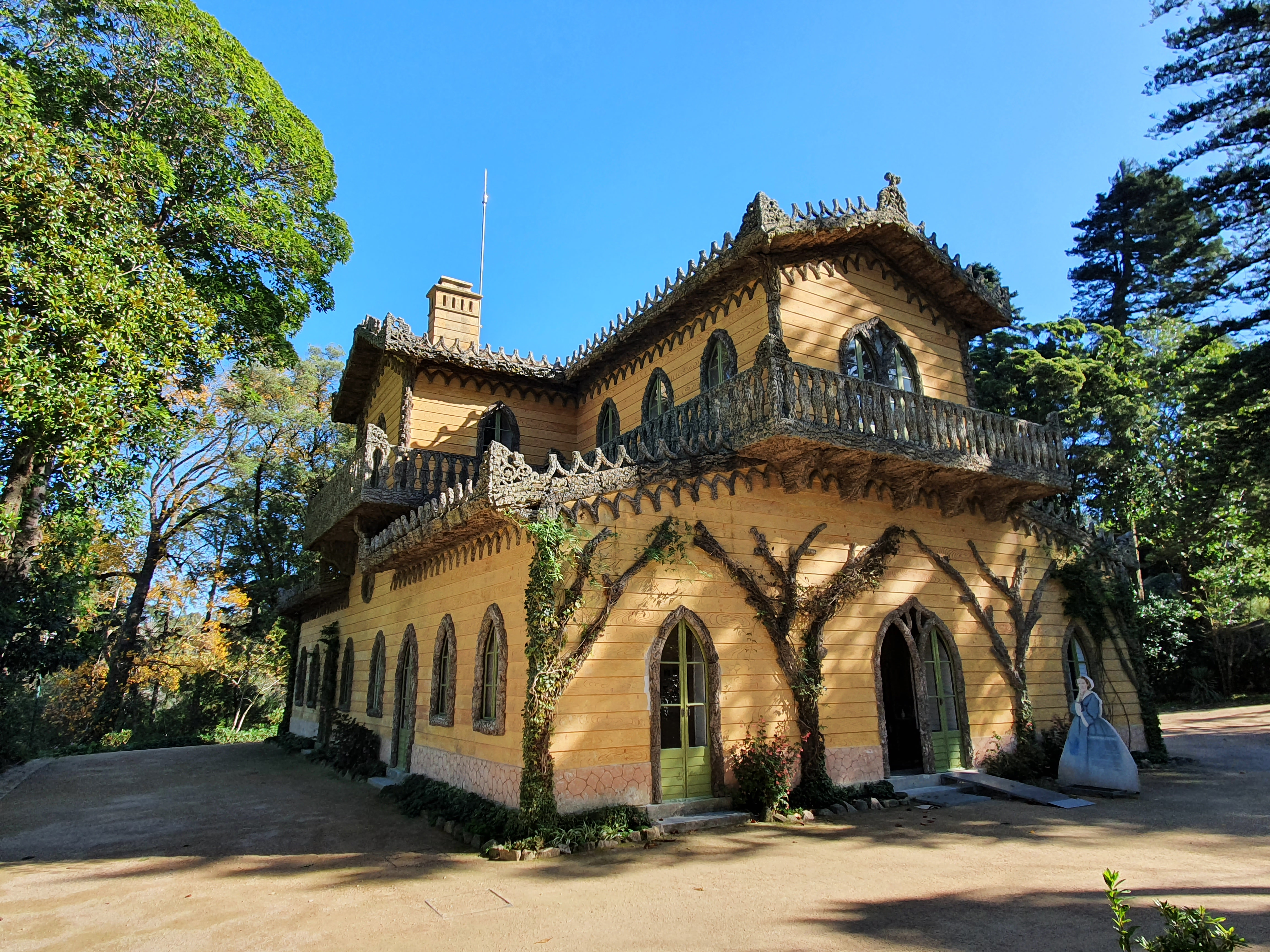
Das Chalet da Condessa de Edla in Sintra, dessen Bauplan sie entwarf

Elise Friederike Hensler, spätere Condessa d’Edla (auch Elise-Frédérique Hensler; * 22. Mai 1836 in La Chaux-de-Fonds oder Wien; † 21. Mai 1929 in Lissabon), war eine Opernsängerin (Sopran), die als Gemahlin König Ferdinands II. von Portugal 1869 zur Gräfin von Edla erhoben wurde.

## Leben
Elise Friederike Hensler verbrachte die ersten zwölf Jahre ihres Lebens in La Chaux-de-Fonds. Sie war die Tochter des deutschen politischen Flüchtlings und Pianisten Jean-Conrad Hensler, der seine Tochter zur Vervollkommnung ihrer musikalischen Ausbildung mit nach Amerika nahm. Ihre Mutter war eine Bernerin mit Mädchennamen Lörtscher. 1856 gab Elise Hensler ihr Debüt als Opernsängerin in der Oper Linda di Chamounix und wurde bald darauf eine gefeierte Sopranistin der amerikanischen Oper. Sie gastierte in Europa unter anderem am Teatro alla Scala in Mailand und in Berlin und Lissabon.
Im April 1860 trat sie im Teatro de São Carlos in Lissabon auf, wo der 20 Jahre ältere König Ferdinand II. von Portugal (1816–1885), auf sie aufmerksam wurde. Hensler wurde bald die Mätresse des ebenfalls deutschstämmigen Monarchen, den man 1869 vor die Wahl stellte, entweder weiterhin mit seiner Geliebten zusammen zu bleiben oder ohne diese als Nachfolger Isabellas II. die spanische Krone anzunehmen. Er entschied sich für Elise, die er am 10. Juni 1869 im Palacio de Visme in Lissabon heiratete und die von Herzog Ernst II. von Sachsen-Coburg und Gotha, einem deutschen Verwandten Ferdinands, zur Gräfin von Edla erhoben wurde. Ferdinand verdankte seine Bekanntheit in Amerika fast ausschließlich seiner populären Gemahlin.
In der portugiesischen Königsfamilie war Elise auf Ablehnung gestoßen, so hatte Königin Maria Pia einmal demonstrativ ein Glas zerbrochen, als Ferdinand einen Toast auf seine Gemahlin ausbringen wollte. Zudem weigerten sich die Gäste beim ersten öffentlichen Auftritt des Paares, Elise die Hand zu reichen. Sie entwickelte ihre Talente als Bildhauerin, Keramikerin und Malerin und interessierte sich für Architektur. Eine Park-Villa in Sintra, das Chalet, hatte sie selbst entworfen.
Das Paar lebte im Palácio Nacional da Pena, wo beide einen Kreis von Künstlern um sich versammelten und Sintra zu einem alternativen Kulturhof machten. Elisa und ihr Mann gelten als Förderer und Gönner des Malers Columbano Bordalo Pinheiro und des Komponisten José Vianna da Motta. Den Palast bewohnte Elise auch noch als Witwe, da Ferdinand in seinem Testament seine Gemahlin zur Alleinerbin bestimmt hatte, allerdings hatte sie den größten Teil des Erbes auf Druck der Presse an den portugiesischen Staat verkaufen müssen. Sie verstarb, inzwischen völlig verarmt, am 21. Mai 1929 in Lissabon.